# Walid Abbas
Walid Abbas (tiếng Ả Rập: وليد عباس) (sinh ngày 11 tháng 6 năm 1985) là một cầu thủ bóng đá người Các Tiểu vương quốc Ả Rập Thống nhất thi đấu ở vị trí hậu vệ cho Shabab Al-Ahli.

## Tiểu sử
Abbas sinh ra ở Dubai. Hiện tại anh thi đấu cho Al Ahli ở UAE Football League. Anh mặc áo số 5 cho câu lạc bộ và áo số 3 cho đội tuyển quốc gia.

## Sự nghiệp quốc tế
Anh là thành viên của Các Tiểu vương quốc Ả Rập Thống nhất kể từ năm 2008 có tên trong đội hình tham dự 2011 và Cúp bóng đá châu Á 2015.

### Bàn thắng quốc tế
Tỉ số và kết quả liệt kê bàn thắng của Các Tiểu vương quốc Ả Rập Thống nhất trước.
| #  | Ngày                 | Địa điểm                                        | Đối thủ     | Tỉ số | Kết quả | Giải đấu                 |
| -- | -------------------- | ----------------------------------------------- | ----------- | ----- | ------- | ------------------------ |
| 1. | 11 tháng 9 năm 2012  | Sân vận động Al-Rashid, Dubai, UAE              | Kuwait      | 3–0   | 3–0     | Giao hữu                 |
| 2. | 15 tháng 10 năm 2013 | Sân vận động Hồng Kông, Hồng Kông, Trung Quốc   | Hồng Kông   | 4–0   | 4–0     | Vòng loại Asian Cup 2015 |
| 3. | 9 tháng 11 năm 2013  | Sân vận động Al Nahyan, Abu Dhabi, UAE          | Philippines | 2–0   | 4–0     | Giao hữu                 |
| 4. | 15 tháng 11 năm 2013 | Sân vận động Mohammed Bin Zayed, Abu Dhabi, UAE | Hồng Kông   | 2–0   | 4–0     | Vòng loại Asian Cup 2015 |
| 5. | 19 tháng 11 năm 2013 | Sân vận động Mohammed Bin Zayed, Abu Dhabi, UAE | Việt Nam    | 1–0   | 5–0     | Vòng loại Asian Cup 2015 |
| 6. | 9 tháng 11 năm 2016  | Sân vận động Mohammed Bin Zayed, Abu Dhabi, UAE | Bahrain     | 2–0   | 2–0     | Giao hữu                 |

## Danh hiệu
Các Tiểu vương quốc Ả Rập Thống nhất
- Cúp các quốc gia vùng Vịnh: 2013
- Hạng ba Cúp bóng đá châu Á: 2015